# Roberto Baiocchi
Roberto Baiocchi (Bonorva, 27 giugno 1964) è un ballerino e coreografo italiano.

## Biografia
Nato in Sardegna, ha vissuto la sua infanzia a Inga, a 140 miglia a sud-ovest di Kinshasa, nello Zaire, l'attuale Repubblica Democratica del Congo. 
Al rientro della famiglia in Italia, Roberto Baiocchi ha frequentato a Firenze la scuola "Daria Collin", diretta da Antonietta Daviso di Charvensod, la Bottega Teatrale di Firenze fondata e diretta da Vittorio Gassman e il Maggio Formazione, dipartimento della Fondazione del Teatro Comunale di Firenze. 
Nel 1980 Roberto Baiocchi incontrò Rudol'f Nureev, i cui consigli furono decisivi per il proseguimento dei suoi studi all'estero.

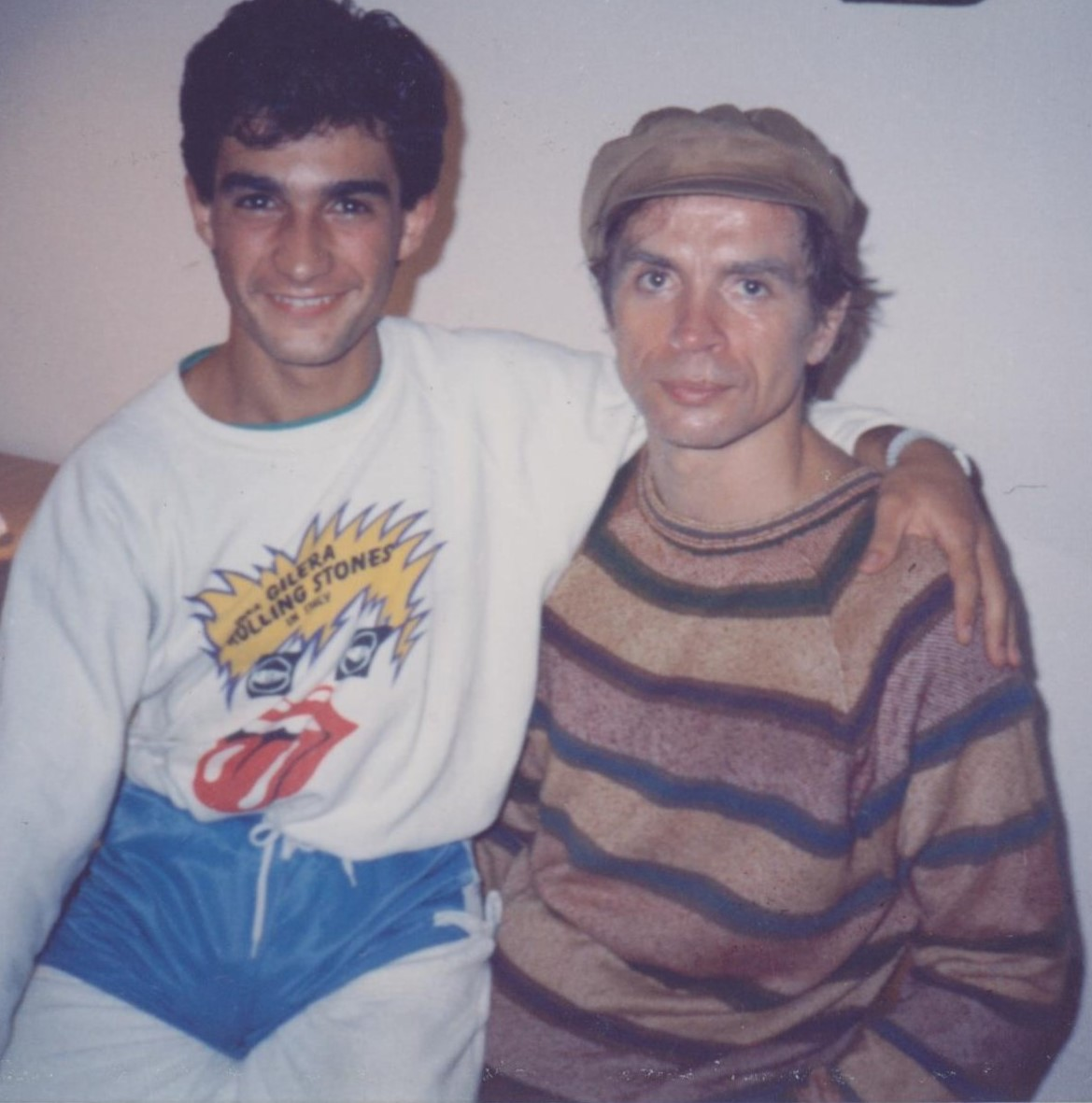
Roberto Baiocchi con Rudol'f Nureev Opéra national de Paris, 1980

Successivamente si è trasferito a Cannes presso il Centre de Danse International Rosella Hightower e ingaggiato nella compagnia Jeune Ballet International. Dopo aver terminato il periodo di perfezionamento, è partito in tournée in Europa con il Ballet Classique de Paris, durante la quale la compagnia ha rappresentato il balletto natalizio Lo Schiaccianoci con musiche di Pëtr Il'ič Čajkovskij. In quegli anni ha frequentato il mondo artistico francese e ha danzato nel Ballet de l'Opera di Nizza.
La sua carriera di ballerino solista si è sviluppata sulle scene di numerosi teatri europei, dove ha interpretato le principali opere del balletto classico. In Francia ha danzato nella versione coreografica di Rosella Hightower del balletto Il lago dei cigni creata nel 1985 con la regia di Franco Zeffirelli per il Teatro alla Scala di Milano.

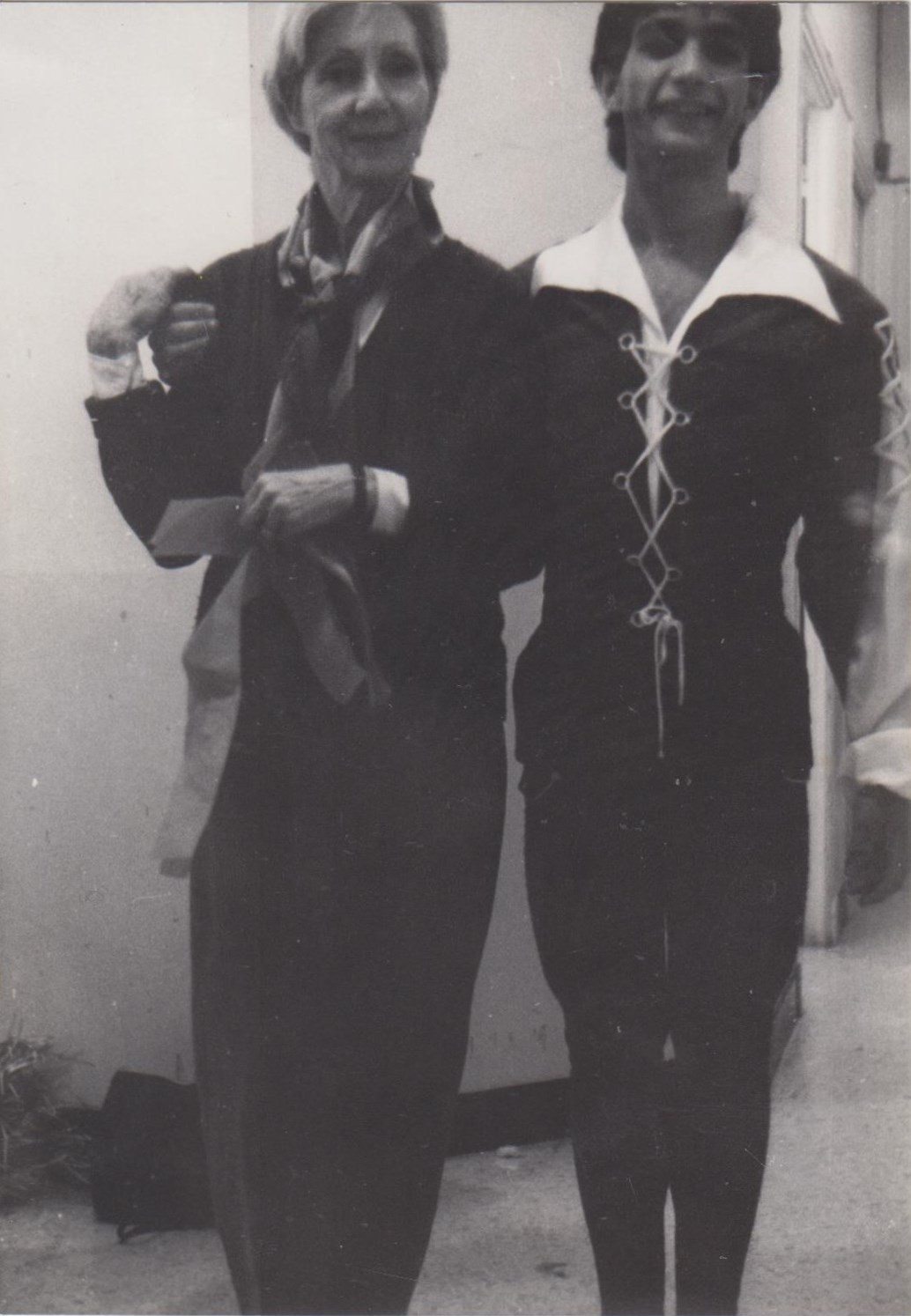
Rosella Hightower con Roberto Baiocchi, Palais des Festival, Cannes, 1985

Nel 1987 ha danzato al Castello Pasquini nel Don Chisciotte nella versione storica creata nel 1978 da Michail Baryšnikov per l'American Ballet Theatre.

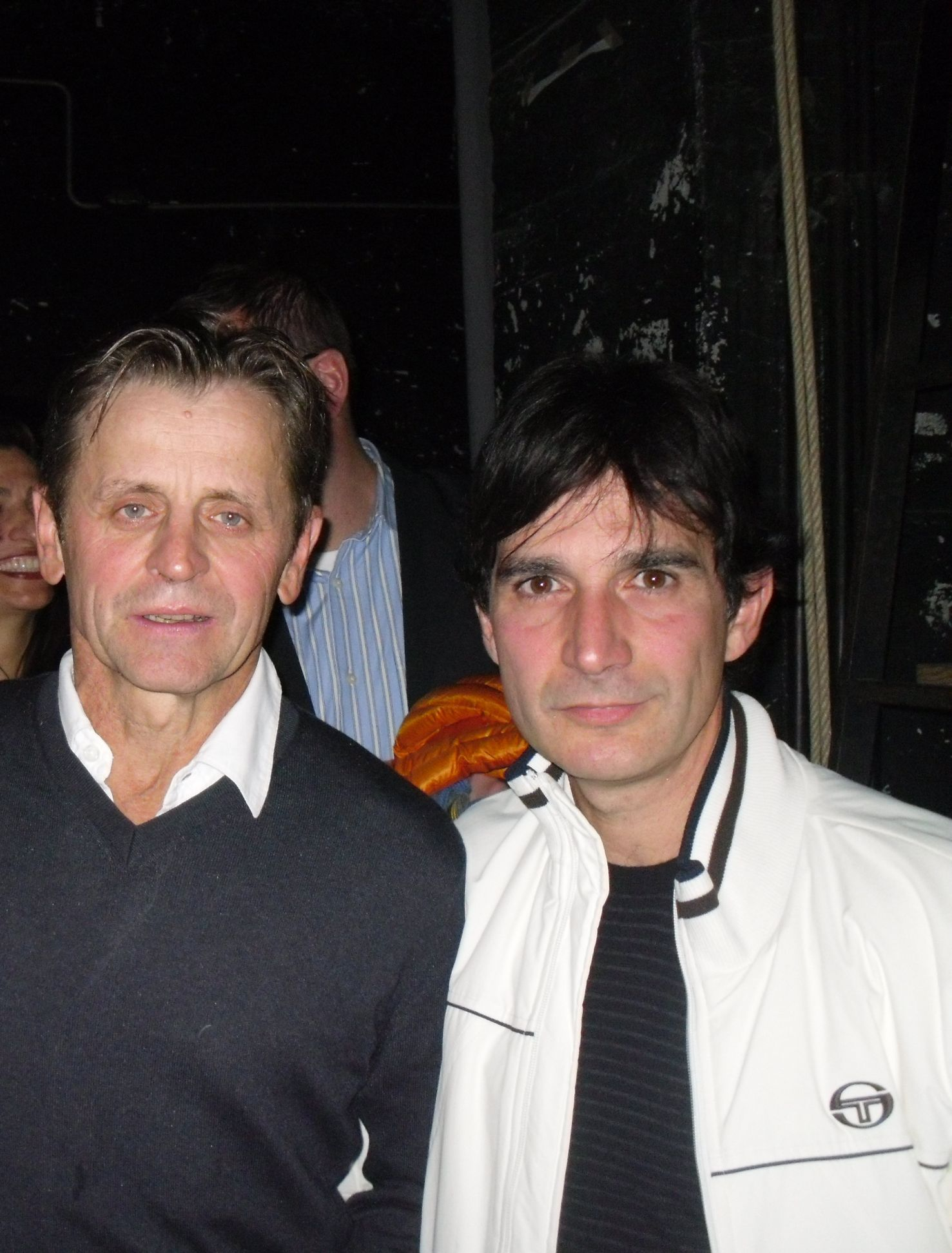
Michail Baryšnikov e Roberto Baiocchi

Nel 1990 ha danzato al Teatro Verdi (Trieste), 8½ e Canzone, Fantasia per Fellini-Rota, coreografie di Gino Landi, spettacolo in omaggio a Federico Fellini e Nino Rota.

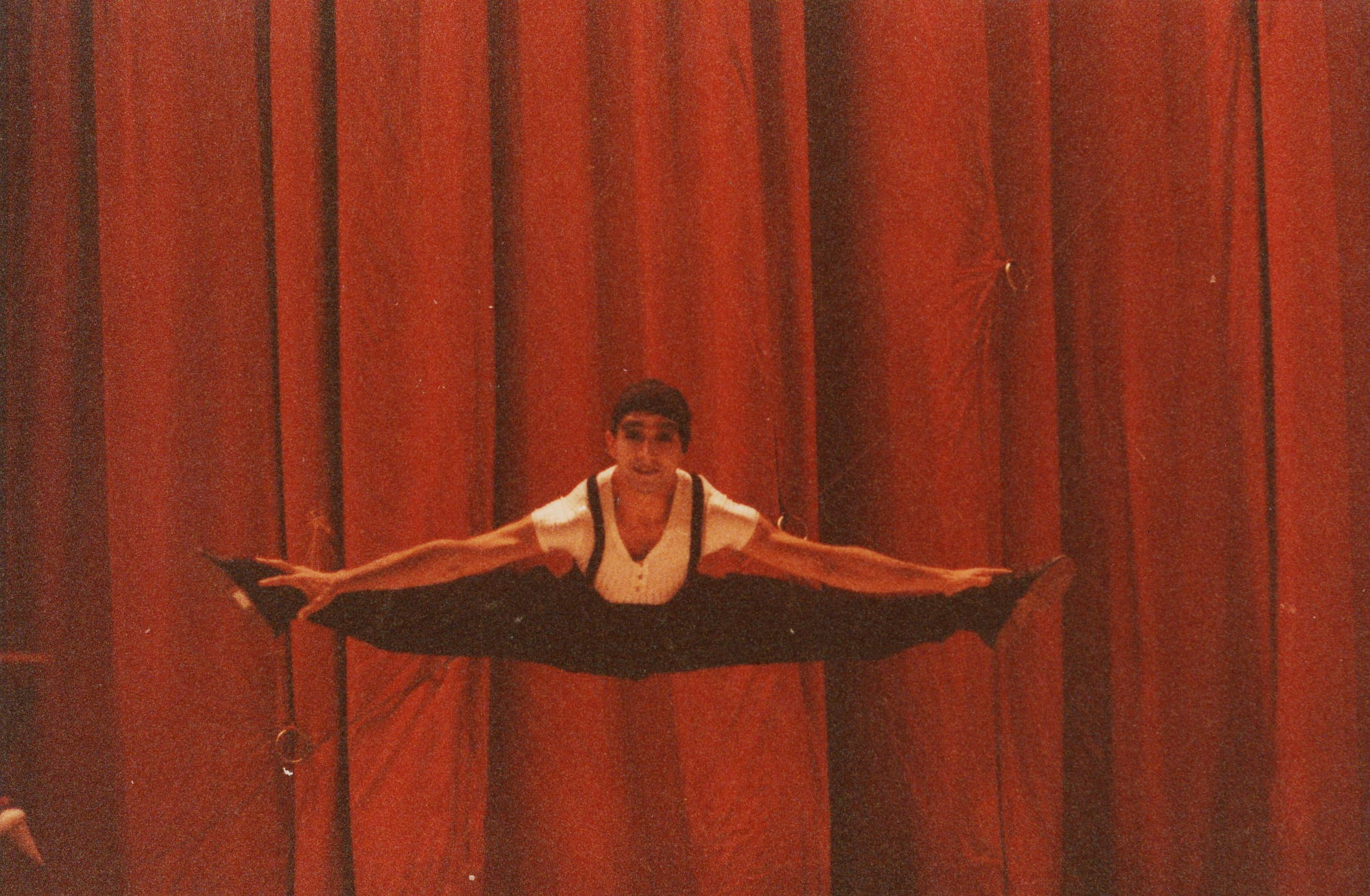
Roberto Baiocchi, Teatro Verdi di Trieste, 8½ e Canzone, Fantasia per Fellini-Rota, 1990

Negli anni 2000 ha intrapreso la scrittura di diversi volumi di divulgazione sulla danza per la Giunti Editore. Nel 2006 è pubblicato Il Grande Libro della Danza, che ha ricevuto il Premio Nazionale Orchidea del Gargano - Sezione Danza, assegnatogli dalla scrittrice e saggista Angela Rossini. Seguono Io ballerina speciale (2006), Danza classica (2010) e Ballerina (2015).
Viene invitato per un periodo ad insegnare a l'Ecole supérieure de danse de Cannes Rosella Hightower. In seguito ha ricevuto l'incarico di Supervisore Artistico della XXVI Edizione del Todi Arte Festival 2011, per l'occasione ha ideato e diretto il Gala di Balletti La Nuit des Étoiles con la compagnia Young Russian Ballet e la partecipazione straordinaria di Natal'ja Osipova e Ivan Vasil'ev.
Nel 2013, ha accettato la proposta per la candidatura alle elezioni del Senato della Repubblica con la lista Tutti Insieme per L'Italia, Arte, Musica, Cultura..
Nel 2015 ha pubblicato l'opera editoriale Ballerina, Giunti Editore, con la prefazione di Carla Fracci con la quale ha collaborato artisticamente insieme al regista Beppe Menegatti.

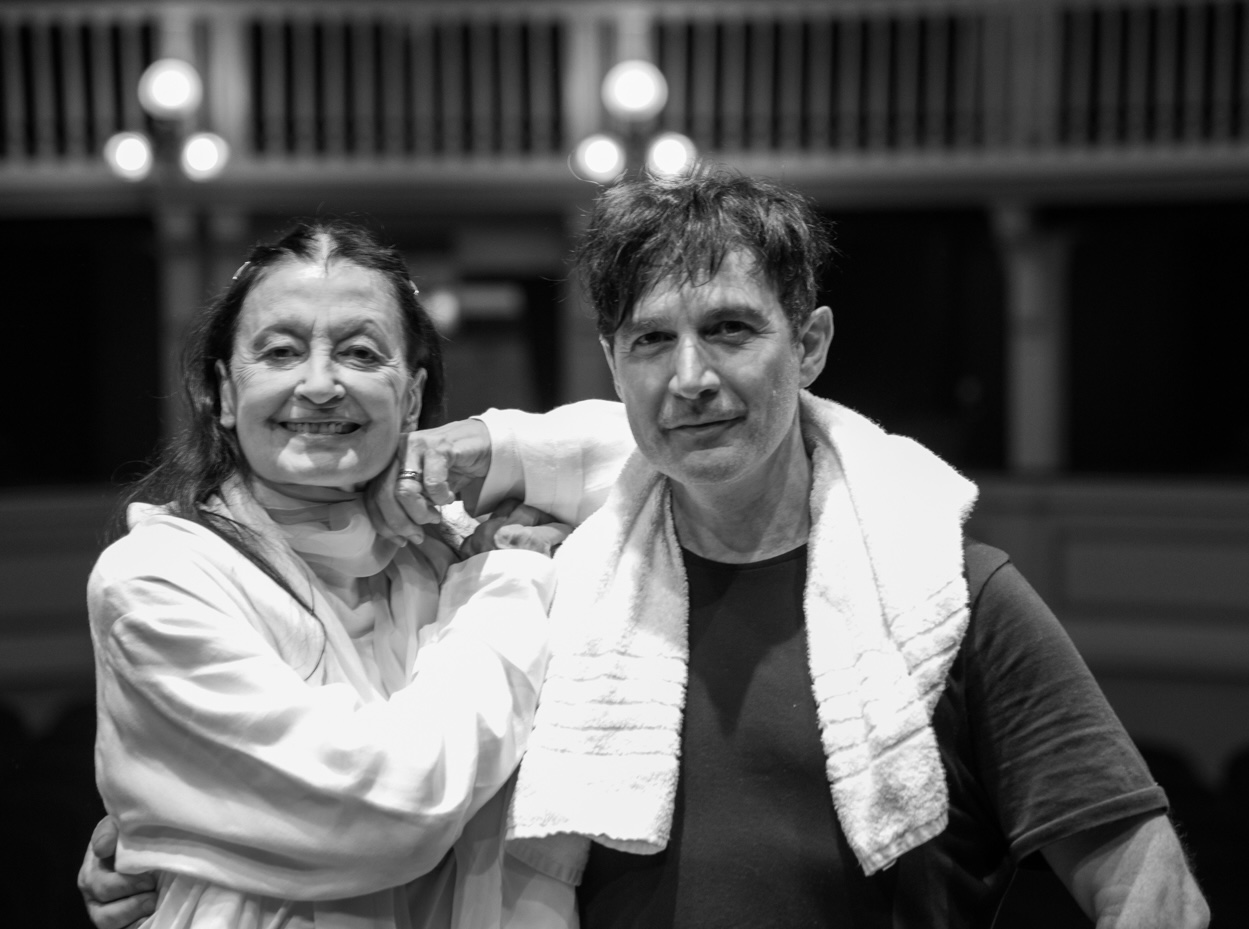
Carla Fracci con Roberto Baiocchi

Ha inoltre danzato con il Ballet Royal e la Fondazione Balletto di Napoli 
Dal 2017 a causa delle lesioni traumatiche riportate in un incidente e la conseguente rottura completa del tendine d'Achille e delle strutture capsulo-legamentose, ha interrotto l'attività artistica professionale.

## Televisione
- 1987 - TF1 Télévision française, Acteur Studio, conduttore: Frédéric Mitterrand.
- 1987 - RTL Radio Télé Luxembourg, Buona Domenica, vidéo clip: Full Time di Roberto Onofri, coreografie: Roberto Baiocchi.
- 1996 - Odeon Tv, Un'Italiana per Miss Mondo, finale nazionale, Rimini, L'Altro Mondo Studios, coreografie: Roberto Baiocchi.
- 2002 - Canale 5, R.T.I. S.p.A, Mediaset, C'è Posta per Te, produzione Fascino P.G.T. di Maurizio Costanzo e Maria De Filippi, regia: Roberto Cenci e Valentino Tocco.
- 2007 - Sky tv, Miss Universo, finale nazionale, Ivrea, Teatro Giocosa, coreografie: Roberto Baiocchi.
- 2007 - Rai Radiotelevisione Italiana, RaiUno, Uno Mattina Estate, rubrica In punta di piedi, coreografie: Roberto Baiocchi.

## Cinema
- 1986 - Under The Cherry Moon, regia: Prince.

## Opere
- 2006, Io ballerina speciale, Giunti junior, Firenze, ISBN 978-8809049147
- 2006, Il grande libro della danza, Giunti junior, Firenze, ISBN 978-8809817036
- 2006, Wielka Ksiega Baletu, Olesiejuk, Polonia, traduzione: Magdalena Galiczek-Krempa, ISBN 978-83-7626-716-6
- 2009, XPOE, Costas A. Giannikos, Modern Times S.A, Atene, Grecia, traduzione: Touloupi Eleni, ISBN 978-960-691-474-4
- 2009 - ΣTHN ΙΔΙA ΣEIPA - ΕΙΔΙΚΟΣ ΧΟΡΟΣ, Costas A. Giannikos, Modern Times S.A Atene, Grecia, traduzione: Touloupi Eleni, ISBN 978-960-691-550-5
- 2010, Danza classica, Giunti junior, Firenze, ISBN 978-8809058811
- 2015, БАЛЕТ БОЛЬШАЯ КНИГА, Fetisova M., AST, Russia, traduzione: Mushtanova Oksana, ISBN 978-5-17-092626-8
- 2015, Ballerina, Giunti, Firenze, ISBN 978-8809815124

## Riconoscimenti
- 1989 Premio Ombra della Sera, Assessorato alla Cultura Comune di Volterra, Provincia di Pisa.
- 2011 Premio Nazionale Orchidea del Gargano - Sezione Danza.[15]